# Halina Poświatowska

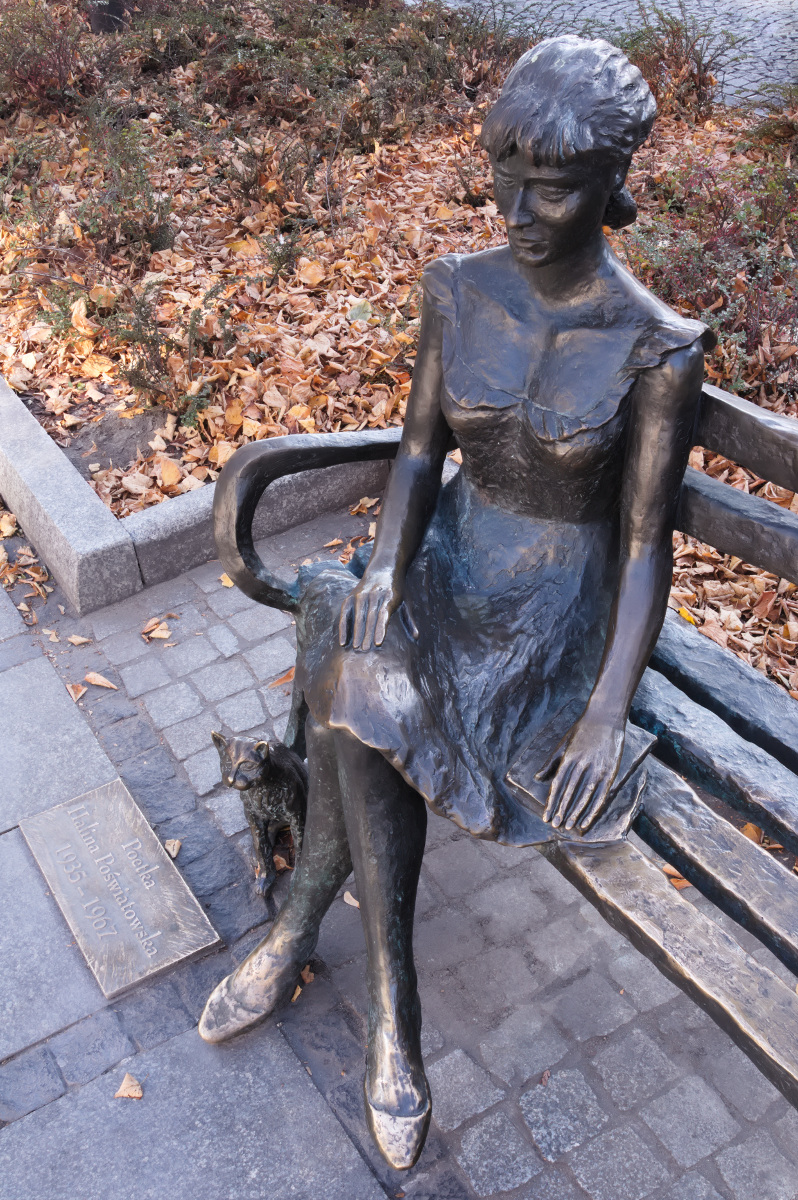
Monumento a Częstochowa

Halina Poświatowska nata Helena Myga (Częstochowa, 9 maggio 1935 – Varsavia, 11 ottobre 1967) è stata una poetessa polacca.

## Biografia

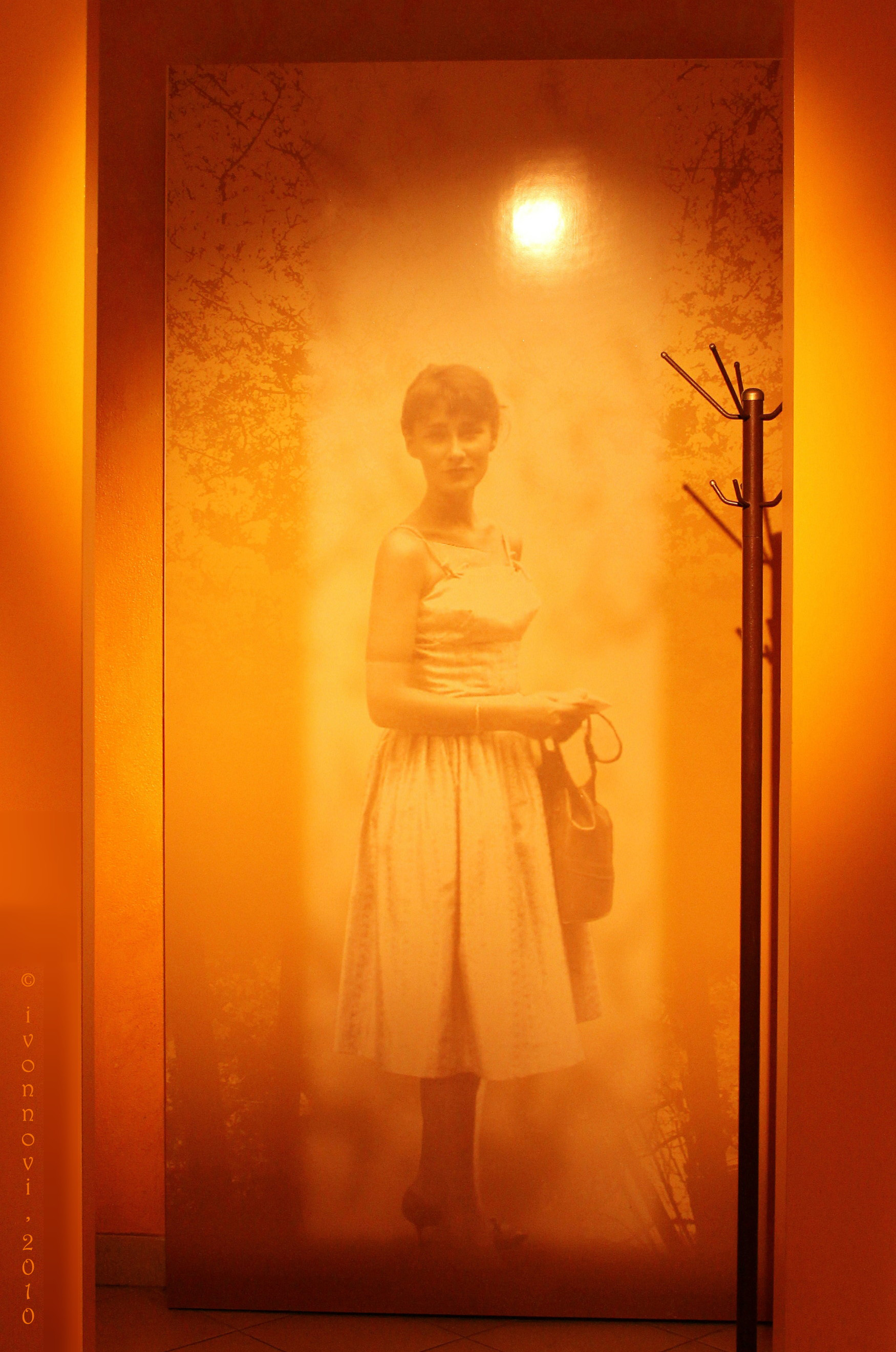
Immagine di Poświatowska nel suo museo; Foto Ivonna Nowicka.

Halina Poświatowska nacque con una grave malattia cardiaca. Trascorse gran parte della sua breve vita in ospedali e case di convalescenza. Lì incontrò il suo futuro marito, Adolf Ryszard Poświatowski, anche lui malato di cuore, che sposò il 30 aprile 1954. Il matrimonio durò solo due anni: a 21 anni Halina rimase vedova.
Grazie ad una raccolta fondi nel 1958, Halina subì un complicato intervento al cuore negli Stati Uniti d'America. Rimase poi lì per tre anni, studiando allo Smith College di Northampton, Massachusetts. Tornata in Polonia, studiò filosofia all'Università Jagellonica di Cracovia. Dopo aver completato gli studi rimase all'università. A causa della sua salute sempre più precaria, nel 1967 subì un'altra operazione al cuore a Varsavia. Morì otto giorni dopo.
Fu sepolta a Częstochowa nel cimitero di San Rocco accanto a suo marito.
Il 9 maggio 2007 è stato inaugurato nella casa dei suoi genitori un museo a lei dedicato, la Casa della Poesia. Sulla via principale della sua città natale, Częstochowa, è stato eretto un monumento a lei dedicato sotto forma di una panchina da giardino con la figura della poetessa a grandezza naturale.

## Opera

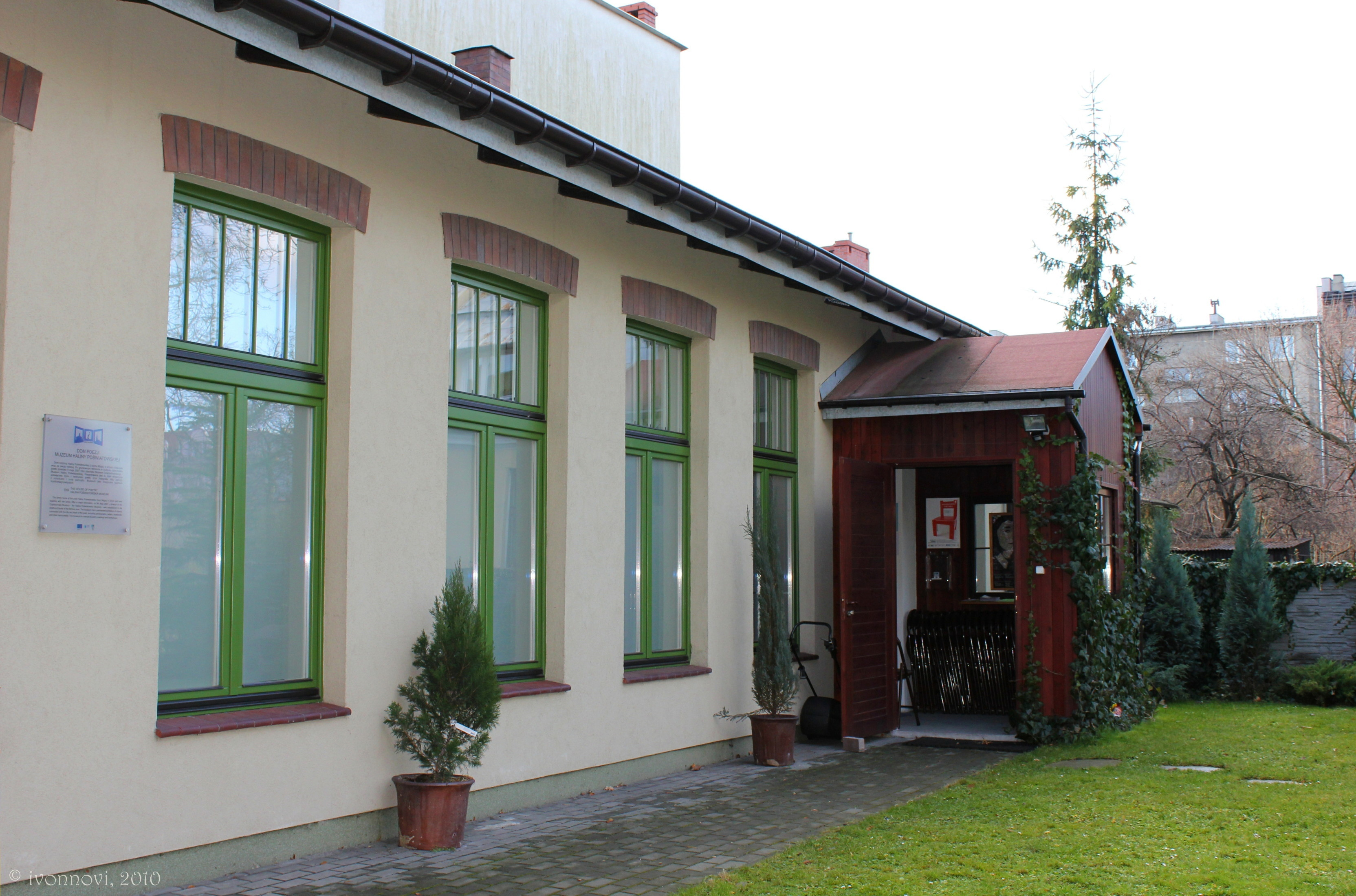
La Casa della Poesia – Museo della Poświatowska a Częstochowa; Foto Ivonna Nowicka.

Halina Poświatowska debuttò come poetessa nel 1956 con una poesia su un giornale locale. Il suo primo libro, Hymn bałwochwalczy, fu pubblicato nel 1957, seguito da Dzień dzisiejszy ("Il giorno odierno") nel 1963, Oda do rąk ("Inno alle mani") nel 1966 e postumo Jeszcze jedno wspomnienie ("Ancora un ricordo") nel 1968. Dopo la sua morte furono ritrovati numerosi testi inediti. Nell'ultimo anno della sua vita è stata pubblicata la sua autobiografia Opowieść dla przyjaciela.
Nei testi di Poświatowska, amore e morte sono indissolubilmente intrecciati. Gioiva per ogni giorno, ma la morte sempre minacciosa gettava un'ombra profonda.